# Стандквист (Минесота)
Стандквист (енгл. Strandquist) град је у америчкој савезној држави Минесота.

## Демографија
По попису из 2010. године број становника је 69, што је 19 (-21,6%) становника мање него 2000. године.
| Група             | 2000.      | 2010.      |
| Белци             | 85 (96,6%) | 65 (94,2%) |
| Афроамериканци    | 0 (0,0%)   | 0 (0,0%)   |
| Азијати           | 0 (0,0%)   | 0 (0,0%)   |
| Хиспаноамериканци | 2 (2,3%)   | 3 (4,3%)   |
| Укупно            | 88         | 69         |